# 나가이 유야
나가이 유야(일본어: 長井 結矢, 2003년 2월 26일~)는 일본의 축구 선수이다.

## 구단 경력
그는 2024년 J3리그의 FC 기후에 입단했다.